# Duché de Saxe-Mersebourg
1656–1738
Entités précédentes :
- Électorat de Saxe

Entités suivantes :
- Électorat de Saxe

Le duché de Saxe-Mersebourg (en allemand : Herzogtum Sachsen-Merseburg) est un ancien territoire du Saint-Empire romain existant de 1656 à 1738 avec comme capitale la ville de Mersebourg.
Ses souverains appartenaient à une branche cadette de la branche albertine des Wettin : le duché était l'héritage accordé à Christian Ier, fils cadet de l'électeur Jean-Georges Ier de Saxe. Il fut réintégré à l'électorat de Saxe à la disparition du dernier membre de cette lignée.
Les ducs de Saxe-Mersebourg régnaient également sur le margraviat de Lusace alloué à l'électeur Jean-Georges Ier sous les dispositions de la paix de Prague en 1635.

## Histoire

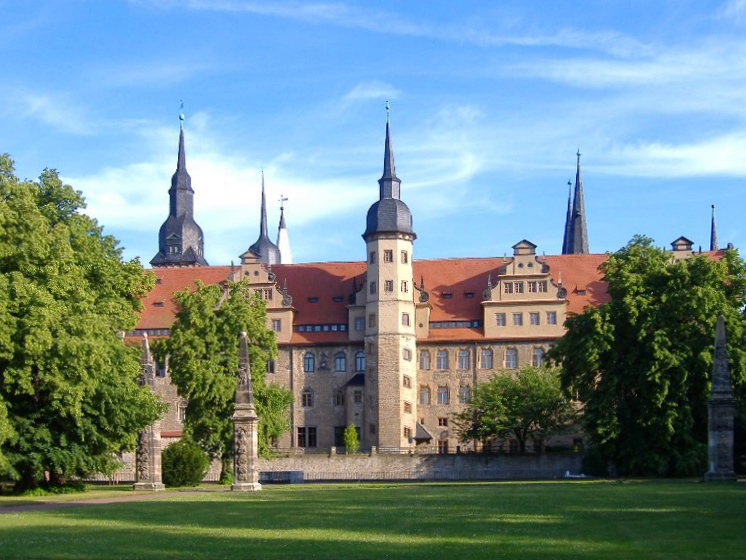
Château de Mersebourg.

Dans son testament du 20 juillet 1652, l'électeur Jean-Georges Ier de Saxe avait stipulé que ses trois fils cadets devraient disposer de leurs propres possessions afin de préserver leur approvisionnement. Après le décès du souverain le 8 octobre à Dresde, son fils aîné Jean-Georges II lui succède, lorsque ses frères ont commencé les lignées collatérales de Saxe-Weissenfels, de Saxe-Zeitz et de Saxe-Mersebourg. 
Le nouveau duc Christian Ier (1615-1691), également administrateur de l'évêché de Mersebourg et margrave de la Lusace, résida à au château de Mersebourg.
Le patrimoine de Saxe-Mersebourg se compose de plusieurs domaines : 
- l'ancien évêché de Mersebourg avec les bailliages de Mersebourg, de Lauchstädt, de Lützen et Zwenkau, et de Schkeuditz ;
- les bailliages de Delitzsch et de Zörbig appartenant au cercle de Leipzig ;
- le bailliage de Finsterwalde appartenant au cercle de Meissen ;
- le gouvernement sur le margraviat de Lusace.

## Liste des ducs de Saxe-Mersebourg
- 1656-1691 : Christian Ier (1615–1691) ;
- 1691-1694 : Christian II (1653–1694), fils du précédent
- 1694-1694 : Christian III Maurice (1680–1694), fils du précédent
- 1694-1731 : Maurice-Guillaume (1688–1731), frère du précédent
- 1731-1738 : Henri (1691–1738), frère de Christian II et oncle des précédents